# ناحیه اگدن، شهرستان شمپین، ایلینوی
ناحیه اگدن، شهرستان شمپین، ایلینوی (به انگلیسی: Ogden Township) یک منطقهٔ مسکونی در ایالات متحده آمریکا است که در شهرستان شمپین، ایلینوی واقع شده‌است. ناحیه اگدن ۱٬۶۸۰ نفر جمعیت دارد و ۲۰۵ متر بالاتر از سطح دریا واقع شده‌است.